# Волфф, Патрик
Патрик Волфф (англ. Patrick Gideon Wolff; 15 февраля 1968) — американский шахматист, гроссмейстер (1990). Чемпион США (1992, 1995).

## Шахматная карьера
Выиграл чемпионат США среди школьников в 1983 и чемпионат США среди юниоров в 1987.
|   | a | b | c | d | e | f | g | h |   |
| - | --- | --- | --- | --- | --- | --- | --- | --- | - |
| 8 | c8 белая ладья · e8 белый конь · f8 чёрная ладья · h8 чёрный король · a7 чёрная пешка · b7 чёрная пешка · f7 чёрная пешка · h7 чёрная пешка · e4 белый ферзь · h4 чёрный слон · f3 белая пешка · a2 белая пешка · b2 белая пешка · d2 чёрный ферзь · f2 чёрная пешка · g2 белый слон · f1 белый король | c8 белая ладья · e8 белый конь · f8 чёрная ладья · h8 чёрный король · a7 чёрная пешка · b7 чёрная пешка · f7 чёрная пешка · h7 чёрная пешка · e4 белый ферзь · h4 чёрный слон · f3 белая пешка · a2 белая пешка · b2 белая пешка · d2 чёрный ферзь · f2 чёрная пешка · g2 белый слон · f1 белый король | c8 белая ладья · e8 белый конь · f8 чёрная ладья · h8 чёрный король · a7 чёрная пешка · b7 чёрная пешка · f7 чёрная пешка · h7 чёрная пешка · e4 белый ферзь · h4 чёрный слон · f3 белая пешка · a2 белая пешка · b2 белая пешка · d2 чёрный ферзь · f2 чёрная пешка · g2 белый слон · f1 белый король | c8 белая ладья · e8 белый конь · f8 чёрная ладья · h8 чёрный король · a7 чёрная пешка · b7 чёрная пешка · f7 чёрная пешка · h7 чёрная пешка · e4 белый ферзь · h4 чёрный слон · f3 белая пешка · a2 белая пешка · b2 белая пешка · d2 чёрный ферзь · f2 чёрная пешка · g2 белый слон · f1 белый король | c8 белая ладья · e8 белый конь · f8 чёрная ладья · h8 чёрный король · a7 чёрная пешка · b7 чёрная пешка · f7 чёрная пешка · h7 чёрная пешка · e4 белый ферзь · h4 чёрный слон · f3 белая пешка · a2 белая пешка · b2 белая пешка · d2 чёрный ферзь · f2 чёрная пешка · g2 белый слон · f1 белый король | c8 белая ладья · e8 белый конь · f8 чёрная ладья · h8 чёрный король · a7 чёрная пешка · b7 чёрная пешка · f7 чёрная пешка · h7 чёрная пешка · e4 белый ферзь · h4 чёрный слон · f3 белая пешка · a2 белая пешка · b2 белая пешка · d2 чёрный ферзь · f2 чёрная пешка · g2 белый слон · f1 белый король | c8 белая ладья · e8 белый конь · f8 чёрная ладья · h8 чёрный король · a7 чёрная пешка · b7 чёрная пешка · f7 чёрная пешка · h7 чёрная пешка · e4 белый ферзь · h4 чёрный слон · f3 белая пешка · a2 белая пешка · b2 белая пешка · d2 чёрный ферзь · f2 чёрная пешка · g2 белый слон · f1 белый король | c8 белая ладья · e8 белый конь · f8 чёрная ладья · h8 чёрный король · a7 чёрная пешка · b7 чёрная пешка · f7 чёрная пешка · h7 чёрная пешка · e4 белый ферзь · h4 чёрный слон · f3 белая пешка · a2 белая пешка · b2 белая пешка · d2 чёрный ферзь · f2 чёрная пешка · g2 белый слон · f1 белый король | 8 |
| 7 | c8 белая ладья · e8 белый конь · f8 чёрная ладья · h8 чёрный король · a7 чёрная пешка · b7 чёрная пешка · f7 чёрная пешка · h7 чёрная пешка · e4 белый ферзь · h4 чёрный слон · f3 белая пешка · a2 белая пешка · b2 белая пешка · d2 чёрный ферзь · f2 чёрная пешка · g2 белый слон · f1 белый король | c8 белая ладья · e8 белый конь · f8 чёрная ладья · h8 чёрный король · a7 чёрная пешка · b7 чёрная пешка · f7 чёрная пешка · h7 чёрная пешка · e4 белый ферзь · h4 чёрный слон · f3 белая пешка · a2 белая пешка · b2 белая пешка · d2 чёрный ферзь · f2 чёрная пешка · g2 белый слон · f1 белый король | c8 белая ладья · e8 белый конь · f8 чёрная ладья · h8 чёрный король · a7 чёрная пешка · b7 чёрная пешка · f7 чёрная пешка · h7 чёрная пешка · e4 белый ферзь · h4 чёрный слон · f3 белая пешка · a2 белая пешка · b2 белая пешка · d2 чёрный ферзь · f2 чёрная пешка · g2 белый слон · f1 белый король | c8 белая ладья · e8 белый конь · f8 чёрная ладья · h8 чёрный король · a7 чёрная пешка · b7 чёрная пешка · f7 чёрная пешка · h7 чёрная пешка · e4 белый ферзь · h4 чёрный слон · f3 белая пешка · a2 белая пешка · b2 белая пешка · d2 чёрный ферзь · f2 чёрная пешка · g2 белый слон · f1 белый король | c8 белая ладья · e8 белый конь · f8 чёрная ладья · h8 чёрный король · a7 чёрная пешка · b7 чёрная пешка · f7 чёрная пешка · h7 чёрная пешка · e4 белый ферзь · h4 чёрный слон · f3 белая пешка · a2 белая пешка · b2 белая пешка · d2 чёрный ферзь · f2 чёрная пешка · g2 белый слон · f1 белый король | c8 белая ладья · e8 белый конь · f8 чёрная ладья · h8 чёрный король · a7 чёрная пешка · b7 чёрная пешка · f7 чёрная пешка · h7 чёрная пешка · e4 белый ферзь · h4 чёрный слон · f3 белая пешка · a2 белая пешка · b2 белая пешка · d2 чёрный ферзь · f2 чёрная пешка · g2 белый слон · f1 белый король | c8 белая ладья · e8 белый конь · f8 чёрная ладья · h8 чёрный король · a7 чёрная пешка · b7 чёрная пешка · f7 чёрная пешка · h7 чёрная пешка · e4 белый ферзь · h4 чёрный слон · f3 белая пешка · a2 белая пешка · b2 белая пешка · d2 чёрный ферзь · f2 чёрная пешка · g2 белый слон · f1 белый король | c8 белая ладья · e8 белый конь · f8 чёрная ладья · h8 чёрный король · a7 чёрная пешка · b7 чёрная пешка · f7 чёрная пешка · h7 чёрная пешка · e4 белый ферзь · h4 чёрный слон · f3 белая пешка · a2 белая пешка · b2 белая пешка · d2 чёрный ферзь · f2 чёрная пешка · g2 белый слон · f1 белый король | 7 |
| 6 | c8 белая ладья · e8 белый конь · f8 чёрная ладья · h8 чёрный король · a7 чёрная пешка · b7 чёрная пешка · f7 чёрная пешка · h7 чёрная пешка · e4 белый ферзь · h4 чёрный слон · f3 белая пешка · a2 белая пешка · b2 белая пешка · d2 чёрный ферзь · f2 чёрная пешка · g2 белый слон · f1 белый король | c8 белая ладья · e8 белый конь · f8 чёрная ладья · h8 чёрный король · a7 чёрная пешка · b7 чёрная пешка · f7 чёрная пешка · h7 чёрная пешка · e4 белый ферзь · h4 чёрный слон · f3 белая пешка · a2 белая пешка · b2 белая пешка · d2 чёрный ферзь · f2 чёрная пешка · g2 белый слон · f1 белый король | c8 белая ладья · e8 белый конь · f8 чёрная ладья · h8 чёрный король · a7 чёрная пешка · b7 чёрная пешка · f7 чёрная пешка · h7 чёрная пешка · e4 белый ферзь · h4 чёрный слон · f3 белая пешка · a2 белая пешка · b2 белая пешка · d2 чёрный ферзь · f2 чёрная пешка · g2 белый слон · f1 белый король | c8 белая ладья · e8 белый конь · f8 чёрная ладья · h8 чёрный король · a7 чёрная пешка · b7 чёрная пешка · f7 чёрная пешка · h7 чёрная пешка · e4 белый ферзь · h4 чёрный слон · f3 белая пешка · a2 белая пешка · b2 белая пешка · d2 чёрный ферзь · f2 чёрная пешка · g2 белый слон · f1 белый король | c8 белая ладья · e8 белый конь · f8 чёрная ладья · h8 чёрный король · a7 чёрная пешка · b7 чёрная пешка · f7 чёрная пешка · h7 чёрная пешка · e4 белый ферзь · h4 чёрный слон · f3 белая пешка · a2 белая пешка · b2 белая пешка · d2 чёрный ферзь · f2 чёрная пешка · g2 белый слон · f1 белый король | c8 белая ладья · e8 белый конь · f8 чёрная ладья · h8 чёрный король · a7 чёрная пешка · b7 чёрная пешка · f7 чёрная пешка · h7 чёрная пешка · e4 белый ферзь · h4 чёрный слон · f3 белая пешка · a2 белая пешка · b2 белая пешка · d2 чёрный ферзь · f2 чёрная пешка · g2 белый слон · f1 белый король | c8 белая ладья · e8 белый конь · f8 чёрная ладья · h8 чёрный король · a7 чёрная пешка · b7 чёрная пешка · f7 чёрная пешка · h7 чёрная пешка · e4 белый ферзь · h4 чёрный слон · f3 белая пешка · a2 белая пешка · b2 белая пешка · d2 чёрный ферзь · f2 чёрная пешка · g2 белый слон · f1 белый король | c8 белая ладья · e8 белый конь · f8 чёрная ладья · h8 чёрный король · a7 чёрная пешка · b7 чёрная пешка · f7 чёрная пешка · h7 чёрная пешка · e4 белый ферзь · h4 чёрный слон · f3 белая пешка · a2 белая пешка · b2 белая пешка · d2 чёрный ферзь · f2 чёрная пешка · g2 белый слон · f1 белый король | 6 |
| 5 | c8 белая ладья · e8 белый конь · f8 чёрная ладья · h8 чёрный король · a7 чёрная пешка · b7 чёрная пешка · f7 чёрная пешка · h7 чёрная пешка · e4 белый ферзь · h4 чёрный слон · f3 белая пешка · a2 белая пешка · b2 белая пешка · d2 чёрный ферзь · f2 чёрная пешка · g2 белый слон · f1 белый король | c8 белая ладья · e8 белый конь · f8 чёрная ладья · h8 чёрный король · a7 чёрная пешка · b7 чёрная пешка · f7 чёрная пешка · h7 чёрная пешка · e4 белый ферзь · h4 чёрный слон · f3 белая пешка · a2 белая пешка · b2 белая пешка · d2 чёрный ферзь · f2 чёрная пешка · g2 белый слон · f1 белый король | c8 белая ладья · e8 белый конь · f8 чёрная ладья · h8 чёрный король · a7 чёрная пешка · b7 чёрная пешка · f7 чёрная пешка · h7 чёрная пешка · e4 белый ферзь · h4 чёрный слон · f3 белая пешка · a2 белая пешка · b2 белая пешка · d2 чёрный ферзь · f2 чёрная пешка · g2 белый слон · f1 белый король | c8 белая ладья · e8 белый конь · f8 чёрная ладья · h8 чёрный король · a7 чёрная пешка · b7 чёрная пешка · f7 чёрная пешка · h7 чёрная пешка · e4 белый ферзь · h4 чёрный слон · f3 белая пешка · a2 белая пешка · b2 белая пешка · d2 чёрный ферзь · f2 чёрная пешка · g2 белый слон · f1 белый король | c8 белая ладья · e8 белый конь · f8 чёрная ладья · h8 чёрный король · a7 чёрная пешка · b7 чёрная пешка · f7 чёрная пешка · h7 чёрная пешка · e4 белый ферзь · h4 чёрный слон · f3 белая пешка · a2 белая пешка · b2 белая пешка · d2 чёрный ферзь · f2 чёрная пешка · g2 белый слон · f1 белый король | c8 белая ладья · e8 белый конь · f8 чёрная ладья · h8 чёрный король · a7 чёрная пешка · b7 чёрная пешка · f7 чёрная пешка · h7 чёрная пешка · e4 белый ферзь · h4 чёрный слон · f3 белая пешка · a2 белая пешка · b2 белая пешка · d2 чёрный ферзь · f2 чёрная пешка · g2 белый слон · f1 белый король | c8 белая ладья · e8 белый конь · f8 чёрная ладья · h8 чёрный король · a7 чёрная пешка · b7 чёрная пешка · f7 чёрная пешка · h7 чёрная пешка · e4 белый ферзь · h4 чёрный слон · f3 белая пешка · a2 белая пешка · b2 белая пешка · d2 чёрный ферзь · f2 чёрная пешка · g2 белый слон · f1 белый король | c8 белая ладья · e8 белый конь · f8 чёрная ладья · h8 чёрный король · a7 чёрная пешка · b7 чёрная пешка · f7 чёрная пешка · h7 чёрная пешка · e4 белый ферзь · h4 чёрный слон · f3 белая пешка · a2 белая пешка · b2 белая пешка · d2 чёрный ферзь · f2 чёрная пешка · g2 белый слон · f1 белый король | 5 |
| 4 | c8 белая ладья · e8 белый конь · f8 чёрная ладья · h8 чёрный король · a7 чёрная пешка · b7 чёрная пешка · f7 чёрная пешка · h7 чёрная пешка · e4 белый ферзь · h4 чёрный слон · f3 белая пешка · a2 белая пешка · b2 белая пешка · d2 чёрный ферзь · f2 чёрная пешка · g2 белый слон · f1 белый король | c8 белая ладья · e8 белый конь · f8 чёрная ладья · h8 чёрный король · a7 чёрная пешка · b7 чёрная пешка · f7 чёрная пешка · h7 чёрная пешка · e4 белый ферзь · h4 чёрный слон · f3 белая пешка · a2 белая пешка · b2 белая пешка · d2 чёрный ферзь · f2 чёрная пешка · g2 белый слон · f1 белый король | c8 белая ладья · e8 белый конь · f8 чёрная ладья · h8 чёрный король · a7 чёрная пешка · b7 чёрная пешка · f7 чёрная пешка · h7 чёрная пешка · e4 белый ферзь · h4 чёрный слон · f3 белая пешка · a2 белая пешка · b2 белая пешка · d2 чёрный ферзь · f2 чёрная пешка · g2 белый слон · f1 белый король | c8 белая ладья · e8 белый конь · f8 чёрная ладья · h8 чёрный король · a7 чёрная пешка · b7 чёрная пешка · f7 чёрная пешка · h7 чёрная пешка · e4 белый ферзь · h4 чёрный слон · f3 белая пешка · a2 белая пешка · b2 белая пешка · d2 чёрный ферзь · f2 чёрная пешка · g2 белый слон · f1 белый король | c8 белая ладья · e8 белый конь · f8 чёрная ладья · h8 чёрный король · a7 чёрная пешка · b7 чёрная пешка · f7 чёрная пешка · h7 чёрная пешка · e4 белый ферзь · h4 чёрный слон · f3 белая пешка · a2 белая пешка · b2 белая пешка · d2 чёрный ферзь · f2 чёрная пешка · g2 белый слон · f1 белый король | c8 белая ладья · e8 белый конь · f8 чёрная ладья · h8 чёрный король · a7 чёрная пешка · b7 чёрная пешка · f7 чёрная пешка · h7 чёрная пешка · e4 белый ферзь · h4 чёрный слон · f3 белая пешка · a2 белая пешка · b2 белая пешка · d2 чёрный ферзь · f2 чёрная пешка · g2 белый слон · f1 белый король | c8 белая ладья · e8 белый конь · f8 чёрная ладья · h8 чёрный король · a7 чёрная пешка · b7 чёрная пешка · f7 чёрная пешка · h7 чёрная пешка · e4 белый ферзь · h4 чёрный слон · f3 белая пешка · a2 белая пешка · b2 белая пешка · d2 чёрный ферзь · f2 чёрная пешка · g2 белый слон · f1 белый король | c8 белая ладья · e8 белый конь · f8 чёрная ладья · h8 чёрный король · a7 чёрная пешка · b7 чёрная пешка · f7 чёрная пешка · h7 чёрная пешка · e4 белый ферзь · h4 чёрный слон · f3 белая пешка · a2 белая пешка · b2 белая пешка · d2 чёрный ферзь · f2 чёрная пешка · g2 белый слон · f1 белый король | 4 |
| 3 | c8 белая ладья · e8 белый конь · f8 чёрная ладья · h8 чёрный король · a7 чёрная пешка · b7 чёрная пешка · f7 чёрная пешка · h7 чёрная пешка · e4 белый ферзь · h4 чёрный слон · f3 белая пешка · a2 белая пешка · b2 белая пешка · d2 чёрный ферзь · f2 чёрная пешка · g2 белый слон · f1 белый король | c8 белая ладья · e8 белый конь · f8 чёрная ладья · h8 чёрный король · a7 чёрная пешка · b7 чёрная пешка · f7 чёрная пешка · h7 чёрная пешка · e4 белый ферзь · h4 чёрный слон · f3 белая пешка · a2 белая пешка · b2 белая пешка · d2 чёрный ферзь · f2 чёрная пешка · g2 белый слон · f1 белый король | c8 белая ладья · e8 белый конь · f8 чёрная ладья · h8 чёрный король · a7 чёрная пешка · b7 чёрная пешка · f7 чёрная пешка · h7 чёрная пешка · e4 белый ферзь · h4 чёрный слон · f3 белая пешка · a2 белая пешка · b2 белая пешка · d2 чёрный ферзь · f2 чёрная пешка · g2 белый слон · f1 белый король | c8 белая ладья · e8 белый конь · f8 чёрная ладья · h8 чёрный король · a7 чёрная пешка · b7 чёрная пешка · f7 чёрная пешка · h7 чёрная пешка · e4 белый ферзь · h4 чёрный слон · f3 белая пешка · a2 белая пешка · b2 белая пешка · d2 чёрный ферзь · f2 чёрная пешка · g2 белый слон · f1 белый король | c8 белая ладья · e8 белый конь · f8 чёрная ладья · h8 чёрный король · a7 чёрная пешка · b7 чёрная пешка · f7 чёрная пешка · h7 чёрная пешка · e4 белый ферзь · h4 чёрный слон · f3 белая пешка · a2 белая пешка · b2 белая пешка · d2 чёрный ферзь · f2 чёрная пешка · g2 белый слон · f1 белый король | c8 белая ладья · e8 белый конь · f8 чёрная ладья · h8 чёрный король · a7 чёрная пешка · b7 чёрная пешка · f7 чёрная пешка · h7 чёрная пешка · e4 белый ферзь · h4 чёрный слон · f3 белая пешка · a2 белая пешка · b2 белая пешка · d2 чёрный ферзь · f2 чёрная пешка · g2 белый слон · f1 белый король | c8 белая ладья · e8 белый конь · f8 чёрная ладья · h8 чёрный король · a7 чёрная пешка · b7 чёрная пешка · f7 чёрная пешка · h7 чёрная пешка · e4 белый ферзь · h4 чёрный слон · f3 белая пешка · a2 белая пешка · b2 белая пешка · d2 чёрный ферзь · f2 чёрная пешка · g2 белый слон · f1 белый король | c8 белая ладья · e8 белый конь · f8 чёрная ладья · h8 чёрный король · a7 чёрная пешка · b7 чёрная пешка · f7 чёрная пешка · h7 чёрная пешка · e4 белый ферзь · h4 чёрный слон · f3 белая пешка · a2 белая пешка · b2 белая пешка · d2 чёрный ферзь · f2 чёрная пешка · g2 белый слон · f1 белый король | 3 |
| 2 | c8 белая ладья · e8 белый конь · f8 чёрная ладья · h8 чёрный король · a7 чёрная пешка · b7 чёрная пешка · f7 чёрная пешка · h7 чёрная пешка · e4 белый ферзь · h4 чёрный слон · f3 белая пешка · a2 белая пешка · b2 белая пешка · d2 чёрный ферзь · f2 чёрная пешка · g2 белый слон · f1 белый король | c8 белая ладья · e8 белый конь · f8 чёрная ладья · h8 чёрный король · a7 чёрная пешка · b7 чёрная пешка · f7 чёрная пешка · h7 чёрная пешка · e4 белый ферзь · h4 чёрный слон · f3 белая пешка · a2 белая пешка · b2 белая пешка · d2 чёрный ферзь · f2 чёрная пешка · g2 белый слон · f1 белый король | c8 белая ладья · e8 белый конь · f8 чёрная ладья · h8 чёрный король · a7 чёрная пешка · b7 чёрная пешка · f7 чёрная пешка · h7 чёрная пешка · e4 белый ферзь · h4 чёрный слон · f3 белая пешка · a2 белая пешка · b2 белая пешка · d2 чёрный ферзь · f2 чёрная пешка · g2 белый слон · f1 белый король | c8 белая ладья · e8 белый конь · f8 чёрная ладья · h8 чёрный король · a7 чёрная пешка · b7 чёрная пешка · f7 чёрная пешка · h7 чёрная пешка · e4 белый ферзь · h4 чёрный слон · f3 белая пешка · a2 белая пешка · b2 белая пешка · d2 чёрный ферзь · f2 чёрная пешка · g2 белый слон · f1 белый король | c8 белая ладья · e8 белый конь · f8 чёрная ладья · h8 чёрный король · a7 чёрная пешка · b7 чёрная пешка · f7 чёрная пешка · h7 чёрная пешка · e4 белый ферзь · h4 чёрный слон · f3 белая пешка · a2 белая пешка · b2 белая пешка · d2 чёрный ферзь · f2 чёрная пешка · g2 белый слон · f1 белый король | c8 белая ладья · e8 белый конь · f8 чёрная ладья · h8 чёрный король · a7 чёрная пешка · b7 чёрная пешка · f7 чёрная пешка · h7 чёрная пешка · e4 белый ферзь · h4 чёрный слон · f3 белая пешка · a2 белая пешка · b2 белая пешка · d2 чёрный ферзь · f2 чёрная пешка · g2 белый слон · f1 белый король | c8 белая ладья · e8 белый конь · f8 чёрная ладья · h8 чёрный король · a7 чёрная пешка · b7 чёрная пешка · f7 чёрная пешка · h7 чёрная пешка · e4 белый ферзь · h4 чёрный слон · f3 белая пешка · a2 белая пешка · b2 белая пешка · d2 чёрный ферзь · f2 чёрная пешка · g2 белый слон · f1 белый король | c8 белая ладья · e8 белый конь · f8 чёрная ладья · h8 чёрный король · a7 чёрная пешка · b7 чёрная пешка · f7 чёрная пешка · h7 чёрная пешка · e4 белый ферзь · h4 чёрный слон · f3 белая пешка · a2 белая пешка · b2 белая пешка · d2 чёрный ферзь · f2 чёрная пешка · g2 белый слон · f1 белый король | 2 |
| 1 | c8 белая ладья · e8 белый конь · f8 чёрная ладья · h8 чёрный король · a7 чёрная пешка · b7 чёрная пешка · f7 чёрная пешка · h7 чёрная пешка · e4 белый ферзь · h4 чёрный слон · f3 белая пешка · a2 белая пешка · b2 белая пешка · d2 чёрный ферзь · f2 чёрная пешка · g2 белый слон · f1 белый король | c8 белая ладья · e8 белый конь · f8 чёрная ладья · h8 чёрный король · a7 чёрная пешка · b7 чёрная пешка · f7 чёрная пешка · h7 чёрная пешка · e4 белый ферзь · h4 чёрный слон · f3 белая пешка · a2 белая пешка · b2 белая пешка · d2 чёрный ферзь · f2 чёрная пешка · g2 белый слон · f1 белый король | c8 белая ладья · e8 белый конь · f8 чёрная ладья · h8 чёрный король · a7 чёрная пешка · b7 чёрная пешка · f7 чёрная пешка · h7 чёрная пешка · e4 белый ферзь · h4 чёрный слон · f3 белая пешка · a2 белая пешка · b2 белая пешка · d2 чёрный ферзь · f2 чёрная пешка · g2 белый слон · f1 белый король | c8 белая ладья · e8 белый конь · f8 чёрная ладья · h8 чёрный король · a7 чёрная пешка · b7 чёрная пешка · f7 чёрная пешка · h7 чёрная пешка · e4 белый ферзь · h4 чёрный слон · f3 белая пешка · a2 белая пешка · b2 белая пешка · d2 чёрный ферзь · f2 чёрная пешка · g2 белый слон · f1 белый король | c8 белая ладья · e8 белый конь · f8 чёрная ладья · h8 чёрный король · a7 чёрная пешка · b7 чёрная пешка · f7 чёрная пешка · h7 чёрная пешка · e4 белый ферзь · h4 чёрный слон · f3 белая пешка · a2 белая пешка · b2 белая пешка · d2 чёрный ферзь · f2 чёрная пешка · g2 белый слон · f1 белый король | c8 белая ладья · e8 белый конь · f8 чёрная ладья · h8 чёрный король · a7 чёрная пешка · b7 чёрная пешка · f7 чёрная пешка · h7 чёрная пешка · e4 белый ферзь · h4 чёрный слон · f3 белая пешка · a2 белая пешка · b2 белая пешка · d2 чёрный ферзь · f2 чёрная пешка · g2 белый слон · f1 белый король | c8 белая ладья · e8 белый конь · f8 чёрная ладья · h8 чёрный король · a7 чёрная пешка · b7 чёрная пешка · f7 чёрная пешка · h7 чёрная пешка · e4 белый ферзь · h4 чёрный слон · f3 белая пешка · a2 белая пешка · b2 белая пешка · d2 чёрный ферзь · f2 чёрная пешка · g2 белый слон · f1 белый король | c8 белая ладья · e8 белый конь · f8 чёрная ладья · h8 чёрный король · a7 чёрная пешка · b7 чёрная пешка · f7 чёрная пешка · h7 чёрная пешка · e4 белый ферзь · h4 чёрный слон · f3 белая пешка · a2 белая пешка · b2 белая пешка · d2 чёрный ферзь · f2 чёрная пешка · g2 белый слон · f1 белый король | 1 |
|   | a | b | c | d | e | f | g | h |   |

В 1988 году в партии, сыгранной в Нью-Йорке, победил чемпиона мира Г. К. Каспарова во время сеанса одновременной игры всего за 25 ходов чёрными фигурами:
1.c4 e5 2.g3 Nf6 3.Bg2 c6 4.d4 exd4 5.Qxd4 d5 6.cxd5 cxd5 7.Nf3 Nc6 8.Qa4 Be7 9.0-0 0-0 10.Be3 Ng4 11.Bd4 Nxd4 12.Nxd4 Qb6 13.Nc3 Qh6 14.h4 g5 15.Nxd5 Bd8 16.Rac1 gxh4 17.Rxc8 hxg3 18.Nf3 Nh2 19.Rfc1 Rxc8 20.Rxc8 Nxf3+ 21.exf3 gxf2+ 22.Kf1 Qd2 23.Nf6+ Kg7 24.Ne8+ Kh8 25.Qe4 Bh4 0–1
Невзирая на то что эта партия была частью сеанса одновременной игры против пяти других мастеров, явилась одной из самых коротких партий с поражением Каспарова в его карьере.
За последние несколько лет Патрик Вольф дал несколько сеансов одновременной игры в шахматы с завязанными глазами для всех желающих на ежегодном собрании акционеров Berkshire Hathaway в Омахе во главе с Уорреном Баффетом и Чарльзом Мангером.

## Инвестиционная деятельность
Ранее был управляющим директором в хедж-фонде из Сан-Франциско — Clarium на 3 миллиарда долларов. Затем покинул Clarium, чтобы запустить Grandmaster Capital Management, хедж-фонд, который получил начальный капитал от Питера Тиля, также сильного шахматиста. Однако уже в июне 2015 начался процесс ликвидации Grandmaster Capital Management.

## Изменения рейтинга
| Графики недоступны из-за технических проблем. См. информацию на Фабрикаторе и на mediawiki.org. |